# Amtsgericht Graudenz
Das Amtsgericht Graudenz war ein preußisches Amtsgericht mit Sitz in Graudenz.

## Geschichte
Das königlich preußische Amtsgericht Graudenz wurde mit Wirkung zum 1. Oktober  1879 als eines von fünf Amtsgerichten im Bezirk des Landgerichtes Graudenz im Bezirk des Oberlandesgerichtes Marienwerder gebildet. Der Sitz des Gerichtes war Graudenz. Sein Gerichtsbezirk umfasste den Kreis Graudenz. Am Gericht bestanden 1880 fünf Richterstellen. Das Amtsgericht war damit ein großes Amtsgericht im Landgerichtsbezirk. Gerichtstage wurden in Lessen und Rehden gehalten. Der Amtsgerichtsbezirk kam aufgrund des Versailler Vertrages 1919 als Teil des Polnischen Korridors zu Polen, und das Amtsgericht stellte seine Arbeit ein. Im Jahre 1939 wurde Polen deutsch besetzt. Im Rahmen der Neuorganisation der Gerichte in Ostdeutschland und im ehemaligen Polen wurden das Amtsgericht Graudenz neu gebildet und erneut dem Landgericht Graudenz zugeordnet.
Im Jahre 1945 wurde der Amtsgerichtsbezirk unter polnische Verwaltung gestellt, und die deutschen Einwohner wurden vertrieben. Damit endete auch die Geschichte des Amtsgerichtes Graudenz. Unter polnischer Verwaltung entstand das Sąd Rejonowy w Grudziądzu (1950–1975: Sąd Powiatowy w Grudziądzu).